# Samir Chergui
Samir Chergui, né le 6 février 1999 à Arpajon, est un footballeur franco-algérien qui joue au poste défenseur central au Paris FC.

## Biographie

### Carrière
Formé au CS Brétigny, le brétignolais évoluait au poste de milieu offensif. Au fil des années, il redescendra petit à petit sur le terrain pour évoluer aujourd'hui en professionnel au poste de défenseur central ou latéral droit. Ces principales qualités sont athlétiques, mais il est très doué et à l'aise techniquement. Son ancien rôle de milieu offensif lui confère également une excellente qualité à la relance du ballon, ce qui lui permet de se projeter très vite. Jeune produit de l'AJ Auxerre depuis 2013, Samir Chergui a signé son premier contrat professionnel avec eu le 18 juin 2019, il paraphe un contrat de trois années, soit jusqu'en 2022.
Le 3 mars 2020, l'AJ Auxerre se sépare du joueur après des fautes répétées, notamment en arrivant ivre à l'entraînement au lendemain de son 21e anniversaire.
Samir Chergui signe en juillet 2020 avec l'équipe réserve du Paris FC à la suite de son renvoi. Il fait ses débuts professionnels avec le club parisien, le 8 janvier  2021, remplaçant Gaëtan Belaud, lors de la 19e journée de Ligue 2 contre l'AC Ajaccio (match nul 1-1). Le 19 février 2021, il signe son deuxième contrat professionnel, cette fois-ci avec le Paris FC, il paraphe un contrat d'une année, soit jusqu'en 2022. Il ouvre son compteur de but en professionnel, le 7 mai 2022 a l’occasion de la 37e journée de Ligue 2 face à l'Amiens SC. Un but inscrit de la tête en début de seconde période. Le 21 juin 2022, Samir Chergui prolonge son aventure avec le club de la capital, il paraphe un contrat de deux saisons, soit jusqu'en 2024.

## Statistiques
| Saison                | Club                  | Championnat           | Championnat | Championnat | Championnat | Coupe(s) nationale(s) | Coupe(s) nationale(s) | Coupe(s) nationale(s) | Barrages d'accession | Barrages d'accession | Barrages d'accession | Total | Total | Total |
| Saison                | Club                  | Division              | M.          | B.          | P.d.        | M.                    | B.                    | P.d.                  | M.                   | B.                   | P.d.                 | M.    | B.    | P.d.  |
| 2016-2017             | AJ Auxerre rés.       | National 2            | 2           | 0           | 0           | -                     | -                     | -                     | -                    | -                    | -                    | 2     | 0     | 0     |
| 2017-2018             | AJ Auxerre rés.       | National 3            | 4           | 0           | 0           | -                     | -                     | -                     | -                    | -                    | -                    | 4     | 0     | 0     |
| 2018-2019             | AJ Auxerre rés.       | National 3            | 25          | 0           | 0           | -                     | -                     | -                     | -                    | -                    | -                    | 25    | 0     | 0     |
| 2019-2020             | AJ Auxerre rés.       | National 3            | 13          | 1           | 0           | -                     | -                     | -                     | -                    | -                    | -                    | 13    | 1     | 0     |
| Sous-total            | Sous-total            | Sous-total            | 44          | 1           | 0           | -                     | -                     | -                     | -                    | -                    | -                    | 44    | 1     | 0     |
| 2020-2021             | Paris FC              | Ligue 2               | 4           | 0           | 0           | 2                     | 0                     | 0                     | -                    | -                    | -                    | 6     | 0     | 0     |
| 2021-2022             | Paris FC              | Ligue 2               | 34          | 1           | 0           | 1                     | 0                     | 0                     | 1                    | 0                    | 0                    | 36    | 1     | 0     |
| 2022-2023             | Paris FC              | Ligue 2               | 29          | 1           | 2           | 3                     | 0                     | 0                     | -                    | -                    | -                    | 32    | 1     | 2     |
| 2023-2024             | Paris FC              | Ligue 2               | 12          | 0           | 0           | -                     | -                     | -                     | -                    | -                    | -                    | 12    | 0     | 0     |
| 2024-2025             | Paris FC              | Ligue 2               | 9           | 1           | 0           | -                     | -                     | -                     | -                    | -                    | -                    | 9     | 1     | 0     |
| 2025-2026             | Paris FC              | Ligue 1               | 1           | 0           | 0           | -                     | -                     | -                     | -                    | -                    | -                    | 1     | 0     | 0     |
| Sous-total            | Sous-total            | Sous-total            | 96          | 3           | 2           | 6                     | 0                     | 0                     | 1                    | 0                    | 0                    | 103   | 3     | 2     |
| Total sur la carrière | Total sur la carrière | Total sur la carrière | 140         | 4           | 2           | 6                     | 0                     | 0                     | 1                    | 0                    | 0                    | 147   | 4     | 2     |

## Palmarès
Il est vice-champion de Ligue 2 en 2025 avec le Paris FC.